# Tornei di tennis femminili nel 1908
Prima della nascita del WTA Tour, ossia l'apertura alle tenniste professioniste dei tornei che prima di quell'anno erano riservati alle tenniste dilettanti, tutti gli eventi più importanti erano amatoriali, tra questi c'erano i tornei del Grande Slam: gli Australasian Championships, il Campionato francese di tennis, il Torneo di Wimbledon e gli U.S. National Championships.

## Gennaio
Nessun evento

## Febbraio
| Settimana   | Torneo                                                      | Vincitore                                      | Finalista             | Semifinalisti | Eliminati ai quarti |
| ----------- | ----------------------------------------------------------- | ---------------------------------------------- | --------------------- | ------------- | ------------------- |
| 24 febbraio | Coronado Invitational 1908 Coronado, USA Singolare - Doppio | May Sutton 6-1 6-2                             | Ethel Bruce           |               |                     |
| 24 febbraio | Coronado Invitational 1908 Coronado, USA Singolare - Doppio |                                                |                       |               |                     |
| 24 febbraio | Coronado Invitational 1908 Coronado, USA Singolare - Doppio | Doppio misto: Thomas Bundy Ethel Bruce 8-6 9-7 | Archie Way May Sutton |               |                     |

## Marzo
Nessun evento

## Aprile
Nessun evento

## Maggio
Nessun evento

## Giugno
| Settimana | Torneo                                                                            | Vincitore                                                   | Finalista                       | Semifinalisti | Eliminati ai quarti |
| --------- | --------------------------------------------------------------------------------- | ----------------------------------------------------------- | ------------------------------- | ------------- | ------------------- |
| giugno    | Campionato francese di tennis 1908 Parigi, Francia Terra rossa Singolare - Doppio | Kate Gillou Fenwick 6–2, 6–2                                | A. Pean]                        |               |                     |
| giugno    | Campionato francese di tennis 1908 Parigi, Francia Terra rossa Singolare - Doppio | Kate Fenwick C. Matthey                                     |                                 |               |                     |
| 4 giugno  | Hungarian International Championships 1908 Budapest, Ungheria Singolare - Doppio  | Margit Madarasz 1-6 6-3 4-6 6-3 6-4                         | Mrs Curtis-Whyte                |               |                     |
| 4 giugno  | Hungarian International Championships 1908 Budapest, Ungheria Singolare - Doppio  | Mrs Curtis-Whyte Mildred Coles 6-3 6-2                      | Margit Madarász Katalin Cséry   |               |                     |
| 13 giugno | Kent Championships 1908 Beckenham, Gran Bretagna Singolare - Doppio               | Agnes Morton walkover                                       | May Sutton                      |               |                     |
| 13 giugno | Kent Championships 1908 Beckenham, Gran Bretagna Singolare - Doppio               | Dora Boothby Connie Luard 6-2 8-6                           | Alice Greene Winifred McNair    |               |                     |
| 13 giugno | Kent Championships 1908 Beckenham, Gran Bretagna Singolare - Doppio               | Doppio misto: Violet Pinckney Herbert Roper-Barrett 6-3 6-4 | Winifred McNair Roderick McNair |               |                     |
| 27 giugno | U.S. National Championships 1908 Filadelfia, USA Erba Singolare - Doppio          | Maud Barger-Wallach 6-3, 1-6, 6-3                           | Evelyn Sears                    |               |                     |
| 27 giugno | U.S. National Championships 1908 Filadelfia, USA Erba Singolare - Doppio          | Evelyn Sears Margaret Curtis 6-3, 5-7, 9-7                  | Carrie Neely Marion Steever     |               |                     |

## Luglio
| Settimana | Torneo                                                                      | Vincitore                  | Finalista    | Semifinalisti | Eliminati ai quarti |
| --------- | --------------------------------------------------------------------------- | -------------------------- | ------------ | ------------- | ------------------- |
| 1º luglio | Torneo di Wimbledon 1908 Londra, Gran Bretagna Erba Singolare               | Charlotte Cooper 6-4, 6-4  | Agnes Morton |               |                     |
| 1º luglio | Torneo di Wimbledon 1908 Londra, Gran Bretagna Erba Singolare               |                            |              |               |                     |
| 11 luglio | Tennis ai Giochi della IV Olimpiade Londra, Gran Bretagna Singolare outdoor | Dorothea Douglass 6-1, 7-5 | Dora Boothby |               |                     |
| 11 luglio | Tennis ai Giochi della IV Olimpiade Londra, Gran Bretagna Singolare outdoor |                            |              |               |                     |

## Agosto
| Settimana | Torneo                                                          | Vincitore                                                | Finalista                         | Semifinalisti | Eliminati ai quarti |
| --------- | --------------------------------------------------------------- | -------------------------------------------------------- | --------------------------------- | ------------- | ------------------- |
| 10 agosto | Newport Casino Trophy 1908 Newport, USA Erba Singolare - Doppio | Maud Barger-Wallach                                      | Eleonora Sears                    |               |                     |
| 10 agosto | Newport Casino Trophy 1908 Newport, USA Erba Singolare - Doppio |                                                          |                                   |               |                     |
| 16 agosto | German Championships 1908 Amburgo, Germania Singolare - Doppio  | Margit Madarasz 2-6 6-4 6-0                              | R. Salusbury                      |               |                     |
| 16 agosto | German Championships 1908 Amburgo, Germania Singolare - Doppio  |                                                          |                                   |               |                     |
| 16 agosto | German Championships 1908 Amburgo, Germania Singolare - Doppio  | Doppio misto: Katalin Cséry Louis Trasenster 6-2 6-3 6-3 | Anita Heimann Heinrich Schomburgk |               |                     |

## Settembre
Nessun evento

## Ottobre
Nessun evento

## Novembre
Nessun evento

## Dicembre
| Settimana   | Torneo                                                                  | Vincitore                                           | Finalista                   | Semifinalisti | Eliminati ai quarti |
| ----------- | ----------------------------------------------------------------------- | --------------------------------------------------- | --------------------------- | ------------- | ------------------- |
| 30 dicembre | New Zealand Championships 1908 Nelson, Nuova Zelanda Singolare - Doppio | Lucy Powdrell 8-6 6-3                               | Kate Nunneley               |               |                     |
| 30 dicembre | New Zealand Championships 1908 Nelson, Nuova Zelanda Singolare - Doppio | Annie Gray Lucy Powdrell 6-4 6-2                    | Eva Travers Miss Wellwood   |               |                     |
| 30 dicembre | New Zealand Championships 1908 Nelson, Nuova Zelanda Singolare - Doppio | Doppio misto: Kate Nunneley Anthony Wilding 6-4 6-2 | Lucy Powdrell Harold Parker |               |                     |

## Senza data
| Settimana | Torneo                                                              | Vincitore          | Finalista                 | Semifinalisti | Eliminati ai quarti |
| --------- | ------------------------------------------------------------------- | ------------------ | ------------------------- | ------------- | ------------------- |
|           | Oregon State Championships 1908 , USA Singolare - Doppio            | Hazel Hotchkiss    | non conosciuta (bandiera) |               |                     |
|           | Oregon State Championships 1908 , USA Singolare - Doppio            |                    |                           |               |                     |
|           | Washington State Championships 1908 , USA Singolare - Doppio        | Hazel Hotchkiss    | non conosciuta (bandiera) |               |                     |
|           | Washington State Championships 1908 , USA Singolare - Doppio        |                    |                           |               |                     |
|           | Engadine Championships 1908 St. Moritz, Svizzera Singolare - Doppio | Hedwig Neresheimer | non conosciuta (bandiera) |               |                     |
|           | Engadine Championships 1908 St. Moritz, Svizzera Singolare - Doppio |                    |                           |               |                     |